# Matthias Köchl

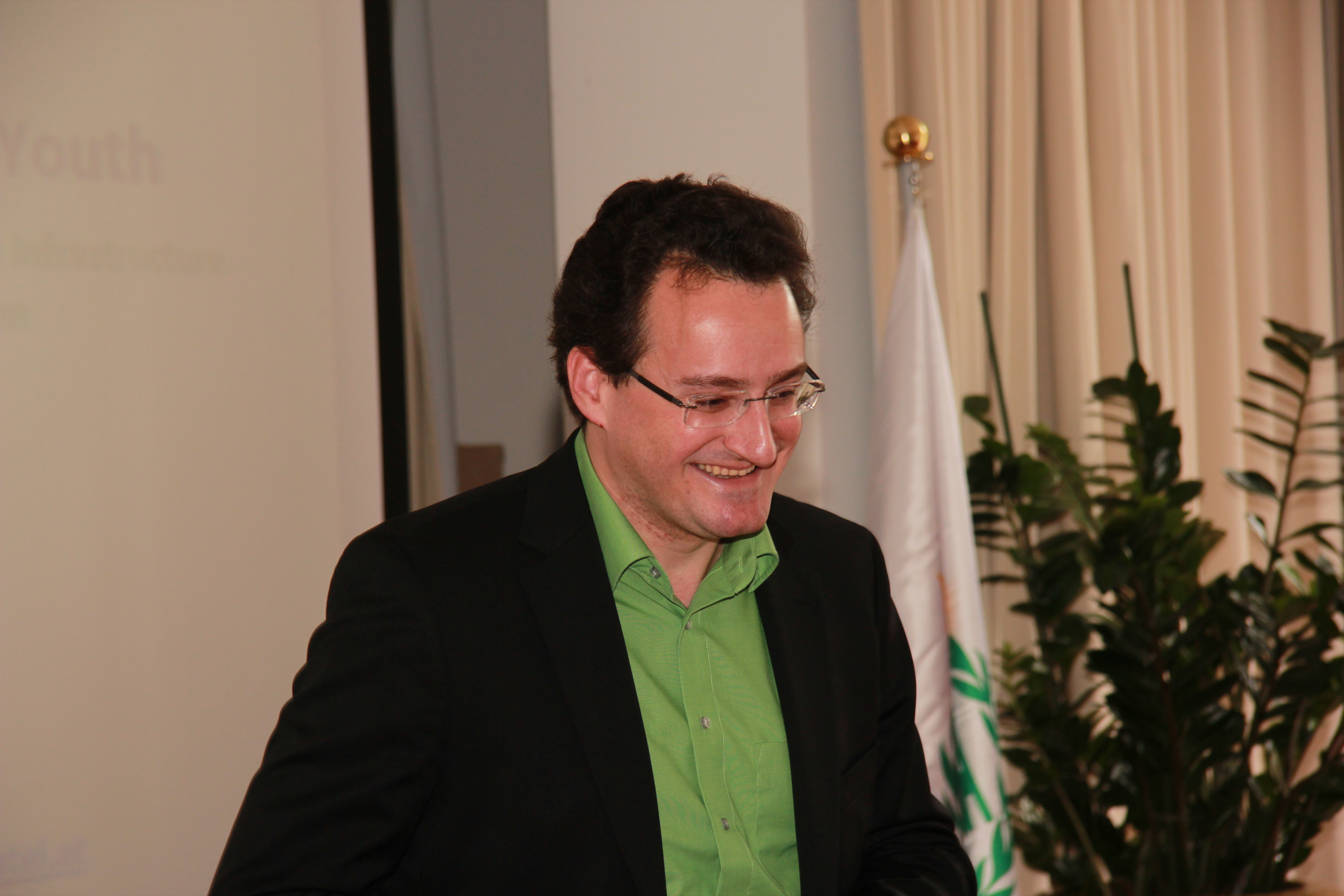
Matthias Köchl im Jahr 2014

Matthias Köchl (* 30. August 1977 in Klagenfurt) ist ein ehemaliger österreichischer Politiker (GRÜNE) und Unternehmer. Von 2013 bis 2017 war er Abgeordneter zum Nationalrat. Er war von April 2018 bis Februar 2019 ehrenamtlicher Landessprecher der Grünen in Kärnten.

## Leben
Köchl, Sohn des Malers Alois Köchl, besuchte von 1992 bis 1998 die HTL Mössingerstraße und war anschließend von 2000 bis 2017 als Unternehmer im Bereich Onlinewerbung und Elektromobilität tätig. Von 2010 bis 2013 war er geschäftsführender Gesellschafter (CEO) der SMI Solarmobil Innovations GmbH und entwickelte ein Solarfahrzeug. Im Jahre 2012 plante und finanzierte er in Gambia ein Haus für Vollwaisen und Obdachlose.

## Journalistische Tätigkeit im Medienbereich
Köchl studierte ab 1999 Publizistik und Medienwissenschaften an der Alpen-Adria Universität Klagenfurt studiert. Im Dezember 2018 kündigte er seinen Rückzug aus der Parteipolitik an, um zu seinen Wurzeln im Medienbereich und Journalismus zurückzukehren. Für eine gemeinnützig tätige Initiative arbeitet er an der ersten Kärntner Straßenzeitung kaz.

## Werdegang als Unternehmer
Matthias Köchl gründete im Jahr 2000 sein erstes Unternehmen, eine Werbeagentur für Internet und Onlinemarketing.
Mit verschiedenen Werbenetzwerken wie dem Werbevermarkter WebsiteSponsor.at war Köchl ein Faktor am Österreichischen Online-Werbemarkt. 2001 betrieb er den Bannertausch-Dienst austrobanner.com, der bis 2009 existierte und später verkauft wurde. Ferner betrieb er den Dienst WebSiteSponsor.at, der Werbeflächen im Internet weiter vermarktete. Zu den Kunden zählte unter anderem EBay. Im Jahr 2002 etablierte Köchls Agentur den Cash4Surf-Anbieter EarnBar.de, der die Benutzer für das Ansehen von Internetwerbung bezahlte. EarnBar.de wurde im Jahr 2010 verkauft.
Im Dezember 2001 wurde das Werbenetzwerk Activesponsor.de erworben und auf den deutschen Markt expandiert. Im Jänner 2003 gründete Köchl den Webmail-Anbieter MPX.at. Dieser stellte kostenlose Webmail-Adressen bereit und finanzierte sich mit Werbung. MPX.at stellte mit Jahresende 2004 den Betrieb ein, da gesetzlich neu vorgeschriebene Überwachungsmaßnahmen für E-Mail-Adressen nicht unterstützt wurden.
Im Oktober 2006 gründete Köchl das Nachrichtenportal energiewende.com, eine Website für Erneuerbare Energie.

## Elektromobilität
In den Jahren 2006 und 2007 betrieb Köchl die Website Elektromobil.com. Im Jahr 2006 gründete er EUROSOLAR Kärnten. dieser Verein organisierte von 2006 bis 2013 die Alternativenergiesternfahrt, laut ORF damals das größte Elektrofahrzeugtreffen in Mitteleuropa. Im Jahr 2009 organisierte Köchl den ersten Start eines Elektroflugzeuges in Österreich. Später war er als Präsident des Europäischen Zentrum für Solare Mobilität tätig.
Er konnte im Dezember 2009 im Klagenfurter Gemeinderat mit einem Änderungsantrag zur Parkgebührenverordnung die Einführung von Gratisparken für Elektroautos durchsetzen, dies wurde in Folge von anderen Kärntner Gemeinden übernommen (Villach, Wolfsberg, St. Veit/Glan).

## Politik
Von 1997 bis 2007 war Köchl Obmann der Stadt-Grünen in der Kärntner Landeshauptstadt Klagenfurt. Von 2001 bis 2003 war er in einer Koalition von PLUS (Plattform Unabhängiger Studierender) und Grüne & Alternative StudentInnen im Vorsitz der Österreichische Hochschülerschaft an der Universität Klagenfurt tätig. Von 2003 bis Juni 2014 war Köchl Grüner Gemeinderat in Klagenfurt.
Bei den Nationalratswahlen 2006, 2008, 2013 und 2017 war Köchl Spitzenkandidat der Grünen in Kärnten. 2013 konnten die Kärntner Grünen mit Köchl erstmals einen Nationalrat stellen. 2017 verpassten die Grünen den Einzug in den Nationalrat.
Seit Oktober 2014 lebt Matthias Köchl in Krumpendorf am Wörthersee. Sein Antreten bei der Bürgermeister-Direktwahl am 1. März 2015 brachte den lokalen Grünen eine Vervierfachung von 1 auf 4 Mandate und den erstmaligen Einzug in den Gemeindevorstand der kleinen Wörtherseegemeinde.
Köchls Interessensgebiet ist die Energiepolitik, im Grünen Parlamentsclub war er im Bereiche Selbstständige/Einpersonenunternehmer tätig. Im Nationalrat war er Mitglied im Umweltausschuss, im Ausschuss für Innovation und Forschung, im Tourismusausschuss sowie im Ausschuss für Wirtschaft und Industrie.
2014 war Köchl bei der Interparlamentarische Union in Genf (Weltversammlung der Parlamente) und hielt dort die Rede für Österreich (130th Assembly of the Inter-Parliamentary Union, IPU)
Köchl beantragte im Nationalrat gemeinsam mit Eva Glawischnig eine Nichtigkeitsklage der Republik Österreich gegen die wettbewerbsverzerrende Einspeisevergütung des britischen AKW-Projekt Hinkley Point, die im Januar 2015 zusammen mit Luxemburg beim Europäischen Gerichtshof eingereicht wurde. Die Klage der Republik Österreich gilt als Meilenstein im Kampf gegen Atomkraft in Europa.
Im Sommer 2015 zeigten die Gemeinde Krumpendorf am Wörthersee und Köchl als Flüchtlingsreferent einen vorbildlichen Umgang mit Flüchtlingen.
Köchl spendete von 2013 bis 2017 Teile seiner Politikerbezüge auf ein Sozialkonto, aus dem er Menschen in Not unterstützte. Auf Bezügeerhöhungen als Nationalratsabgeordneter verzichtete er und spendete diese Mittel für soziale Zwecke. Dieses Sozialkonto wurde transparent auf seiner Website offengelegt.
Im April 2018 folgte er Rolf Holub als Landessprecher der Grünen Kärnten nach. Anfang Februar 2019 kündigte er öffentlich an, dass er beim Parteitag im März nicht mehr als Landessprecher kandidieren werde, legte jedoch seine Funktion am 18. Februar 2019 vorzeitig zurück. Olga Voglauer folgte ihm im Juni 2019 als Landessprecherin nach.

## Familie
Matthias Köchl ist verheiratet und Vater von zwei Töchtern.